# Per Egil Nygård
Per Egil Nygård (Oslo, 17 giugno 1954) è un ex calciatore norvegese, di ruolo portiere.

## Carriera

### Club
Nygård cominciò la carriera con la maglia dello Skeid, per poi passare al Bryne. Nel 1987, fu in forza all'Asker.

### Nazionale
Conta 10 presenze per la Norvegia. Esordì il 31 maggio 1978, nella sconfitta per 1-2 contro la Danimarca.

## Palmarès

### Club

#### Competizioni nazionali
- Coppa di Norvegia: 1

Skeid: 1974